# Cotton: Fantastic Night Dreams
Cotton: Fantastic Night Dreams (コットン FANTASTIC NIGHT DREAMS, Kotton: Fantastic Night Dreams) est un shoot 'em up développé par Success.
Le jeu est publié en avril 1991 au Japon sur borne d'arcade via le System 16 de Sega,. Cotton est ensuite porté sur PC-Engine en 1993 et édité par Hudson Soft. Cotton est converti la même année au Japon sur Sharp X68000, publié le 24 septembre 1993 et édité par Electronic Arts Victor (en). Le jeu est réédité quelques années plus tard sur PlayStation, sous forme d'une conversion presque parfaite de la version arcade. Le jeu est ré-intitulé pour l'occasion Cotton Original (コットンオリジナル) et est publié au Japon le 28 avril 1999. Cotton est porté le 23 mars 2000 au Japon sur la console portable de SNK, la Neo-Geo Pocket Color. Le jeu est réédité en novembre 2024 pour les boutiques en ligne de la Nintendo Switch et PlayStation 4.

## Gameplay
Le jeu met en avant une sorcière du nom de Cotton, elle est assistée d'une petite fée du nom de Silk. Le personnage est doté d'un tir classique pour débuter, mais au fil de l'aventure, les niveaux du jeu contiennent des cristaux qui changent de couleur, une fois le cristal posé au sol, il prend une couleur définitive. Les couleurs possèdent leur propre attribut. Le cristal jaune donne un peu d'expérience au joueur, le cristal orange a la même fonction mais donne plus d'expérience. Le cristal bleu confère au personnage un sort de foudre, et le cristal rouge, un sort de feu.
Les power-ups du jeu sont des sorts magiques, ils sont principalement utilisés de manière offensives, Cotton peut envoyer un dragon de feu (magie rouge) sur l'ennemi ou lancer une attaque imprégnée de l'élément de foudre (magie bleue), ces sorts consomment un stock de magie chacun. Il existe également un sort magique défensif, la barrière, elle permet de protéger temporairement Cotton des attaques ennemies et consomme un stock de magie bleue. À la fin de chaque niveau, des bonus sont dispersés à l'écran en guise de récompense.

## Cotton Reboot
En 2019, une nouvelle version du jeu basée sur le portage Sharp X68000 est annoncée par le revendeur japonais BEEP. Le jeu s'intitule Cotton Reboot! et est développé par Rocket-Engine. Les développeurs ont opté pour la version X68000, qui possède selon eux, un équilibrage plus fin du jeu et pensent que cette version de Cotton est globalement plus complète. Cotton Reboot! présente un mode original, qui reprend fidèlement la version X68000 et un mode arrangé, où le jeu est affiché dans un format 16/9 avec des graphismes et des personnages repensés.
Les protagonistes sont par ailleurs doublés dans cette version. Le personnage principal, Cotton, est doublée par Nami Miyaki, Silk par Kaede Horikawa, Queen Velvet par Tsubasa Himeno et Needle par Yoshinori Ishikawa. Le jeu est publié au Japon au format physique et digital le 24 février 2021 sur PlayStation 4 et le 25 février 2021 sur Nintendo Switch. Reboot est ensuite publié sur la plateforme Steam le 10 novembre 2021.